# Скелянська культура

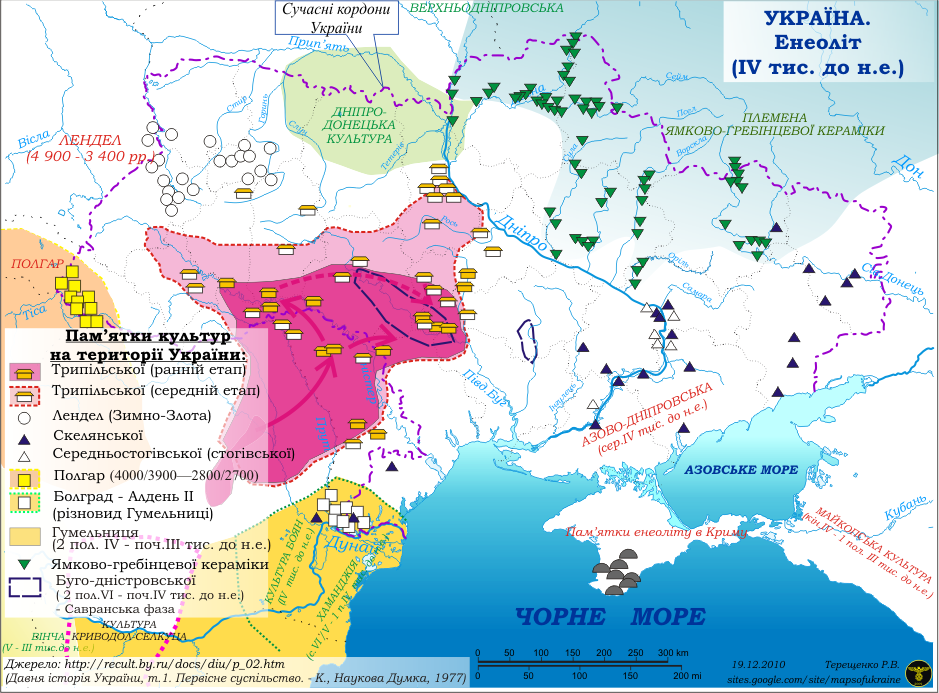
Скелянська культура 4 тисячоріччя до Р.Х.

Скелянська культура - археологічна культура мідної доби у степовій Україні.
Датується другою половиною V — початком IV тисячоріччям до н. е..
У становленні степового енеоліту скелянська культура відіграла вирішальну роль.
Скелянська культура є раннім періодом розвитку середньостогівсько-хвалинської культурної спільноти.

## Дослідження
А. Л. Нечитайло об'єднує у східноєвропейську спільноту найдавніші енеолітичні поховання степової смуги, в межах якої виділяє декілька археологічних культур. Згодом Ю. Я. Рассамакін та Н. С. Котова запропонували називати їх скелянською культурою.

## Поширення
У степовій Наддніпрянщині, Надозів’ї, водосточищі Сіверського Дінця та у Нижній Донщині.
Носії скелянської культури, відомі під назвою суворівської культурної групи (від пам'ятки біля Суворове), просунулися на захід до Буджацького степу й просочується далі на Балканський півострів до болград-алденьської культури.

## Походження
Склалася на основі нижньодінської культури маріупольсько-сьєзженської культурно-історичної спільноти. На відміну від практики степовиків селитися у річкових заплавах починають освоювати водорозділи. Також змін зазнав ритуал поховання — замість колективних випростаних поховань вони влаштовують індивідуальні поховання під кам'яними чи земляними спорудами. 

## Пам'ятки
- Поселення Стрільча Скеля поблизу села Волоське на Дніпрі.
- IV шар Роздорського поселення на Нижньому Доні.
- Хутір Олександрія біля Богуславки над Осколом..

## Новоданилівська культура
Могильники новоданилівського типу також відносять до скелянської культури. Проте Д. Я. Телегін, В. Г. Збенович, А. Л. Нечитайло вважають їх окремою Новоданилівською культурою. Серед найвідоміших новоданилівських могильників — Яма, Чаплі, Петро-Свистунове, Луганськ, Кривий Ріг.
Значна кількість металевих знарядь у похованнях новоданилівського типу. У Кривому Розі виявлено 2300 мідних намистин, багатовиткові скроневі кільця й браслети, шило, дві стрижнеподібні мідні заготовки та золота рурка. 
Н. В. Риндіна виділила новоданилівський осередок металообробки, сировину для якого діставляли з Балкан. Вироби відливали в холодних ненагрітих ливарних формах, що не практикувалося в інших балканських металургійних регіонах. 

## Поховання
Поховання часто обгороджені камінням. Могили мали насип, або розташовувалися  на підвищенні. Небіжчики орієнтовані на схід, покладені на спину, з підібганими ногами, колінами догори. Поховання густо засипані вохрою. У похованнях велика крем’яна (рідше обсидіанова) ножеподібна платівка, на попереку — разки перламутрових кружалець із мушлі. У деяких могилах велика кількість кременевих знарядь (ножі, сокири, вістря списів та стріл) та мідних прикрас (багатовиткові браслети, підвіски, намисто).
Завдяки контактам з Болград-Алденьською культурою та Трипіллям АНІ — ВІ скелянська культура увійшла до Балкано-Карпатської металургійної провінції, яка забезпечувала мідними виробами та сировиною населення енеолітичної Європи. 
Археологи вважають можливе агресивне відношення носіїв скелянської культури, як одну з причин розпаду, вкупі з культурою Болград-Алдень культурно-історичної спільноти Коджадермен — Гумельниця — Караново VI. Можливо саме від цієї потужної сили степовиків Кукутені-Трипілля відкоригувало напрям колонізації на північний схід, у бік Поросся.

## Господарство
Розведення овець, кіз, великої рогатої худоби. Для захисту худоби використовували собак. Значне місце відігравало мисливство (олень, кабан), рибальство та збиральництво. 

## Вироби
Більшість знарядь праці виготовляли з кременю та каменю. Використовувалися поклади мінералів уздовж Сіверського Дінця. 

### Крем’яні вироби
Відомі скарби крем’яних виробів: Гончарівський, Королівський, Огрінський. З кременю виготовляли довгасті ножеподібні платівки, вістря списів, проколки, скребки, плоскі сокири, свердла тощо. Серед крем’яних відходів - нуклеуси.

### Кам’яні вироби
З кам’яних виробів численні плоскі сокири, а також широко відомі у світі кінноголові скіпетри. 

#### Кінноголові скіпетри
Широко відомі зооморфні (кінноголові) скіпетри з каменю.
Скіпетри набули поширення від Південного Уралу та Північного Кавказу до Карпат і Родоп, хоча виготовлення їх безсумнівно пов’язане зі скелянською культурою. На скіпетрах зображали коня. 
Скіпетри поділяють на плоскі й провушні, та на умовні і реалістичні. Серед реалістичних — Суворівський скіпетр з Суворове-ІІ Одеської області та скіпетр з міста Марганець Дніпропетровської області.

### Гончарство
Посуд скелянської культури мав відігнуті назовні вінця, плавку шийку та яйцеподібний тулуб. Оздоблювали вінця, шийку та плічка комбінаціями відбитків гребінки на мушлі. До керамічного замісу додавали домішку товченої мушлі. Цей технологічний прийом був запозичений від степовиків трипільцями, що експортували скелянцям високоякісний столовий посуд.
Характерна для ямної культури гостродонна кераміка вказує на розвиток скелянської культури зокрема та середньостогівсько-хвалинської культурної спільноти у її напрямку. 
Серед розбіжностей з керамікою трипільської культури відзначають відсутність плоского дна та порівняно бідна кераміка.

### Інші вироби
Знаки влади (клейноди): 
- булава з двома виступами з скелянського поховання №24 Маріупольського могильника;
- дерев’яний скіпетр варненського типу з Кривого Рогу, реконструйований за золотою руркою;
- рогові скіпетри.

Знаряддя праці, амулети та прикраси з кістки, рогу, ікол вепрів, мушель.